# Arrondissement de Schlochau
L'arrondissement de Schlochau, est un arrondissement prussien qui existe entre 1818 et 1945. Il appartient en grande partie à la partie de la Prusse-Occidentale qui est restée dans le Reich allemand après la Première Guerre mondiale et fait partie de la Posnanie-Prusse-Occidentale puis de 1938 à 1945 de la province de Poméranie. Aujourd'hui, l'ancienne zone de l'arrondissement se trouve dans la voïvodie polonaise de Poméranie.

La province de Prusse occidentale jusqu'en 1920
District de Dantzig
District de Marienwerder

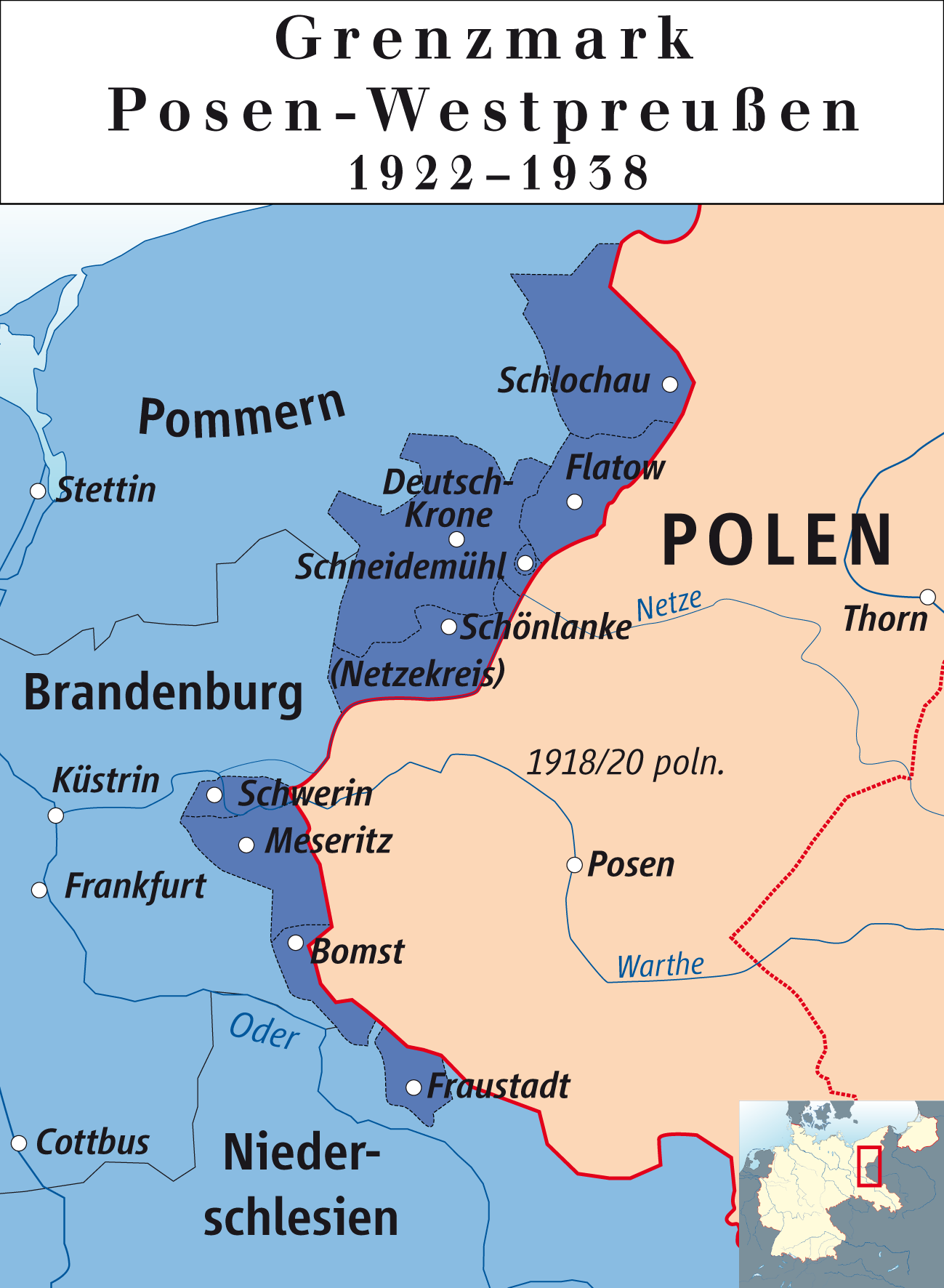
Carte de la province de Posnanie-Prusse-Occidentale avec les limites des arrondissements (1938)

## Histoire
Le territoire de l'arrondissement de Schlochau est rattaché à la Prusse par le premier partage de la Pologne en 1772 et fait partie de l'arrondissement de Konitz (de) jusqu'en 1818, qui comprend à l'époque toute la partie sud de la Poméranie. Par l'ordonnance prussienne sur les auteurités provinciales du 30 avril 1815 et ses dispositions d'application, la région est rattachée au nouveau district de Marienwerder de la nouvelle province de Prusse-Occidentale. ans le cadre d'une vaste réforme des arrondissements du district de Marienwerder, le nouveau arrondissement de Schlochau est créé le 1er avril 1818. Il comprend la ville et le bureau de Schlochau, la ville et le bureau de Baldenburg, les villes d'Hammerstein, Preußisch Friedland et Landeck-en-Prusse-Occidentale, 31 communes du bureau de Friedrichsbruch et 97 domaines nobles. Le siège de l'arrondissement est Schlochau.
Du 3 décembre 1829 au 1er avril 1878, la Prusse-Occidentale et la Prusse-Orientale sont réunies dans la Province de Prusse.
Le 20 novembre 1919, l'arrondissement de Schlochau est subordonné au nouveau district de Posnanie-Prusse-Occidentale basé à Schneidemühl. Le 1er décembre 1919, les districts de manoir de Klein Jenznick, Mankau et Platendienst de l'arrondissement de Konitz sont transférées à l'arrondissement de Schlochau. Ces districts de manoir sont des enclaves de l'arrondissement de Konitz, dont le territoire principal revient à la Pologne. Avec l'entrée en vigueur du Traité de Versailles le 10 janvier 1920, une grande partie du territoire au nord-est de l'arrondissement de Schlochau, majoritairement habitée par des Polonais, doit être cédée à la Pologne,.
Le 1er juillet 1922, la nouvelle province de Posnanie-Prusse-Occidentale est formée à partir du district. Le 1er août 1922, le nouveau district de Schneidemühl (de) est créé pour coïncider avec la province. Le 30 septembre 1929, une réforme territoriale a lieu dans l'arrondissement de Schlochau, comme dans le reste de l'État libre de Prusse, dans laquelle tous les districts de domaine sauf deux sont dissous et attribués aux communes voisines. le 1er octobre 1938, après la dissolution de la province de Posnanie-Prusse-Occidentale, l'arrondissement de Schlochau est incorporé à la province de Poméranie. Pour des raisons traditionnelles, le district de Schneidemühl reçoit le nom de "Posnanie-Prusse-Occidentale".
Au printemps 1945, l'arrondissement de Schlochau est occupé par l'Armée rouge. Après la fin de la guerre, l'arrondissement est placé sous administration polonaise par les forces d'occupation soviétiques à l'été 1945 conformément à l'Accord de Potsdam (de). L'immigration des Polonais commence alors dans l'arrondissement de Schlochau, dont la plupart viennent des régions à l'est de la ligne Curzon. Dans la période qui suit, la population allemande est expulsée de l'arrondissement.

## Population
Ci-dessous un aperçu avec des informations sur le nombre d'habitants, les confessions et les groupes linguistiques, :
| Année                               | 1821              | 1831                | 1852                | 1861                | 1871                | 1890                | 1900                | 1910              | 1925              | 1933              | 1939              |
| ----------------------------------- | ----------------- | ------------------- | ------------------- | ------------------- | ------------------- | ------------------- | ------------------- | ----------------- | ----------------- | ----------------- | ----------------- |
| Habitants                           | 27 415            | 32 611              | 48 413              | 54 821              | 60 383              | 64 946              | 66 077              | 67.157            | 57 184            | 56 482            | 55.110            |
| Protestants Catholiques Juifs       | 15 284 11.191 940 | 18 477 13 067 1 067 | 27 418 19 508 1 458 | 31 100 21 957 1 656 | 33 873 24 789 1 618 | 34 888 28 549 1 462 | 35 071 29 935 1 040 | 34 212 32 180 694 | 34 829 21 601 500 | 33 666 22 313 412 | 33.102 21 394 136 |
| Parlant allemand Bilingues Polonais |                   | 27 371 - 5 240      | 42.021 - 6 392      | 54 821 - 7.130      |                     | 56 224 - 8 717      | 56 452 194 9 425    | 56 648 582 9 906  |                   |                   |                   |

## Politique

### Administrateurs de l'arrondissement
1818–183100Karl Gottlob Lesse
1833–184700Julius Kummer (de)
1847–185100Karl Passarge
1851–185200Hermann von Besser
1852–186000Ottomar Runge
1860–186100Eduard von Young (de)
1861–186500Oskar von Joeden-Koniecpolski (de)
1865–187500Karl von Oven (de)
1875–188100Viktor von Tepper-Laski
1881–188800Wilhelm Scheffer (de)
1888–189900Georg Kersten
1899–192000Albrecht von Mach
1920–999900Heidsieck
1920–192100Wilhelm Happ (de)
00000000000Anton Rick
1923–193300Kurt Jüllig (de)
19330000000Fritz Coester (de)
1933–193500Karl Schröder (de)
1935–194000Udo d'Alvensleben
1940–000000Ernst Günther

### Constitution communale
Depuis le XIXe siècle, l'arrondissement de Schlochau est divisé en villes, en communes et en districts de domaine. Avec l'introduction de la loi constitutionnelle prussienne sur les communes du 15 décembre 1933 ainsi que le code communal allemand du 30 janvier 1935, le principe du leader est appliqué au niveau municipal. Une nouvelle constitution d'arrondissement n'est plus créée; Les règlements de l'arrondissement pour les provinces de Prusse-Orientale et Occidentale, de Brandebourg, de Poméranie, de Silésie et de Saxe du 19 mars 1881 restent applicables.

### Élections
Dans le Reich allemand, le district de Schlochau et l'arrondissement de Flatow (de) forment la 7e circonscription du district de Marienwerder. La circonscription est généralement remportée par des candidats conservateurs.
- 1871 : Botho Heinrich zu Eulenburg, Parti conservateur allemand
- 1874 : Botho Heinrich zu Eulenburg, Parti conservateur allemand
- 1877 : Botho Heinrich zu Eulenburg, Parti conservateur allemand
- 1878 : Adalbert von Flottwell, Parti conservateur allemand
- 1881 : Viktor von Tepper-Laski, Parti conservateur libre
- 1884 : Wilhelm Scheffer (de), Parti conservateur allemand
- 1887 : Wilhelm Scheffer, Parti conservateur allemand
- 1890 : Wilhelm Scheffer, Parti conservateur allemand
- 1893 : Georg von Kanitz, Parti conservateur allemand
- 1898 : Robert Hilgendorff (de), Parti conservateur allemand
- 1903 : Otto Böckler, Parti allemand de la réforme
- 1907 : Fritz Wilckens (de), Parti conservateur allemand
- 1912 : Wilhelm von Knigge (de), Parti conservateur allemand

## Districts de bureau, villes et communes

### Districts de bureau
Dans les années 1930, les communes de l'arrondissement sont divisées en 23 districts de bureau. Les villes de l'arrondissement n'ont pas de bureau.
| - Barkenfelde - Bischofswalde - Eickfier - Eisenbrück - Firchau - Flötenstein | - Grabau - Hammerstein - Krummensee - Landeck - Lichtenhagen - Loosen | - Mossin - Neuguth - Peterswalde - Pollnitz - Prechlau - Sampohl | - Schönau - Starsen - Stegers - Stolzenfelde - Zanderbrück |

### Villes et communes
À la fin de son existence en 1945, l'arrondissement de Schlochau comprend cinq villes et 71 autres communes : 
- Baldenburg, ville
- Bärenwalde
- Barkenfelde
- Bergelau
- Bischofswalde
- Bölzig
- Breitenfelde
- Briesnitz
- Buchholz
- Christfelde
- Damerau
- Damnitz
- Darsen
- Demmin
- Deutsch Briesen
- Dickhof
- Domslaff
- Eickfier
- Eisenbrück
- Eisenhammer
- Elsenau
- Falkenwalde
- Fernheide
- Firchau (de)
- Flötenstein
- Förstenau
- Geglenfelde
- Grabau
- Groß Jenznick
- Groß Peterkau
- Groß Wittfelde
- Hammerstein, ville
- Hansfelde
- Heinrichswalde
- Klausfelde
- Kramsk
- Krummensee
- Landeck-en-Prusse-Occidentale, ville
- Lanken
- Lichtenhagen (de)
- Lissau
- Loosen
- Marienfelde
- Mossin
- Neuguth
- Neuhof
- Niesewanz
- Pagdanzig
- Pagelkau
- Penkuhl
- Peterswalde
- Platzig
- Pollnitz
- Prechlau
- Prechlauermühl
- Preußisch Friedland, ville
- Prützenwalde
- Richenwalde
- Richnau
- Rittersberg
- Rosenfelde
- Ruthenberg
- Sampohl
- Schlochau, ville
- Schönau
- Schönberg
- Semnitz
- Starsen
- Stegers
- Steinborn
- Steinforth
- Stolzenfelde
- Stremlau
- Stretzin
- Wehnershof
- Woltersdorf (de)

L'arrondissement comprend également les deux districts non constitués en commune de Forst Landeck et Schlocauer Heide.

### Communes dissoutes ou retirées
- Adlig Briesen, rejoint la Pologne en 1920
- Borczyskowo, 1920 en Pologne
- Glisno, 1920 en Pologne
- Groß Konarczyn, 1920 en Pologne
- Grünchotzen, rejoint la Pologne en 1920
- Heidemühl, 1920 en Pologne
- Kaldau, 1923 à la ville de Schlochau
- Kelpin, a rejoint la Pologne en 1920
- Kiedrau, 1920 en Pologne
- Klein Konarczyn, a rejoint la Pologne en 1920
- Liepnitz, 1920 en Pologne
- Lonken, 1920 en Pologne
- Lubon, 1920 en Pologne
- Mellno, 1920 en Pologne
- Ossusnitza, 1920 en Pologne
- Ostrowitt, 1920 en Pologne
- Prondzonka, 1920 en Pologne
- Prondzonna, 1920 en Pologne
- Sobczyn, 1920 en Pologne
- Woysk, 1920 en Pologne

## Transports
Le quartier de Schlochau est traversé au sud à partir de 1871 par le chemin de fer prussien oriental Berlin-Königsberg. Dans les années 1877/78, les lignes ferroviaires d'État Konitz-Schlochau-Neustettin traversant le centre de l'arrondissement et Rummelsburg-Neustettin à l'extrême ouest sont ajoutées.
La partie nord-est ne reçoit la liaison Reinfeld–Schlochau qu'en 1902. Après que le nœud ferroviaire de Konitz soit tombé aux mains de la Pologne, la Deutsche Reichsbahn relie en 1926 le chef-lieu de l'arrrondissement à Firchau sur la ligne de l'Est